# Samoloty 2
Samoloty 2 (pierwotnie: Samoloty: Na ratunek; ang. Planes: Fire & Rescue) – druga część animowanego filmu Disneya Samoloty.

## Fabuła
Kiedy Dusty uświadamia sobie, że jego życie zmieniło się na zawsze, zaczyna szukać nowej drogi. Opuszcza domowe pielesze i drogich mu przyjaciół by stawić czoła nowym wyzwaniom w Bazie Pożarniczej Turbocz. Tam spotyka menażerię postaci, które odcisną ogromne piętno na jego dalszych losach.
Opowieść zaczyna się, kiedy słynny z podniebnych wyścigów Dusty Popylacz wraca do rodzinnego miasteczka po kolejnym zwycięskim sezonie. Niestety, nie przyszło mu długo cieszyć się ze zwycięstwa, ponieważ nieszczęśliwy wypadek podczas treningu kończy jego karierę sportową. Początkowo nie przyjmuje tego do wiadomości. Pewnej nocy chce udowodnić sobie, że nie jest jeszcze skończony. W wyniku upadku rozbija się i wywołuje pożar.
Wypadek ten uruchamia lawinę zdarzeń, które zagrażają przyszłości rodzinnego miasteczka Dusty’ego. Zmuszony do obniżenia tempa życia Dusty rozpoczyna treningi z zastępem Podniebnych Strażaków w Bazie Pożarniczej Turbocz jako jednosilnikowa cysterna lotnicza. Jak mówi producent Ferrell Barron: „Jest to całkowity zwrot w karierze Dusty’ego. Nowe zadania są równie satysfakcjonujące, co wyścigi, a może nawet bardziej, a z pewnością dają mu dużo większe poczucie spełnienia”. Nie chodzi już tylko o osobiste osiągnięcia, ale o to, co Dusty może dać z siebie innym.

## Obsada głosowa

### Wersja oryginalna
- Dane Cook – Dusty Crophopper (Dusty Popylacz)
- Stacy Keach – Skipper Riley (Kapitan Latosław Wolant)
- Danny Mann – Sparky (Dziubecki)
- Julie Bowen – Lil' Dipper (Lidka Zalewajka)
- Brad Garrett – Chug (Beka)
- Teri Hatcher – Dottie
- Curtis Armstrong – Maru (Maruś)
- Ed Harris – Blade Ranger (Brygadier Śmigły)
- Wes Studi – Windlifter (Rwący Wicher)
- Dale Dye – Cabbie (Paker)
- Regina King – Dynamite (Dynamit)
- Corri English – Pinecone
- Bryan Callen – Avalanche
- Danny Pardo – Blackout
- Matt Jones – Drip
- Fred Willard – Secretary of the Interior (Sekretarz)
- Jerry Stiller – Harvey (Henryk)
- Cedric the Entertainer – Leadbottom (Kowadło)
- Anne Meara – Winnie (Władzia)
- Erik Estrada – Nick „Loop'n” Lopez (Nick „Pętla” Lopez)
- John Michael Higgins – Cad Spinner (Gazda Kopeć)
- Barry Corbin – Ol' Jammer (Traper)
- Hal Holbrook – Mayday
- Kevin Michael Richardson – Ryker
- Patrick Warburton – Pulaski (Pułaski)
- Brad Paisley – Bubba

### Wersja polska
- Maciej Musiał – Dusty Popylacz
- Weronika Rosati – Dottie
- Cezary Morawski – Kapitan Latosław Wolant
- Olaf Lubaszenko – Beka
- Piotr Grabowski – Brygadier Śmigły
- Monika Dryl – Lidka Zalewajka
- Paweł Wawrzecki – Maruś
- Grzegorz Małecki – Kierownik Gazda Kopeć
- Marian Opania – Mayday
- Wiktor Zborowski – Rwący Wicher (Wicherek)
- Jan Kulczycki – Kowadło
- Łukasz Lewandowski – Dziubecki (Dziubek)
- Marek Barbasiewicz – Strażnik Traper
- Ewa Serwa-Galia – Dynamit
- Antonina Girycz – Władzia
- Andrzej Gawroński – Henryk
- Piotr Machalica – Pułaski